# 蔡譯心
蔡譯心（1991年7月23日—），台灣女性模特兒，視覺設計師。

## 生平經歷
蔡譯心於1991年7月23日出生，身高173.5公分，體重52公斤，三圍32D、26、36.5。
2013年6月，畢業於國立雲林科技大學，並在個人臉書發佈了學士服畢業照，該照片在批踢踢與新聞媒體廣為流傳。之後，蔡譯心接受媒體訪問表示，父親是一名攝影師，該照片是由父親拍攝的。
2015年，碩士畢業後開始在小型新創公司服務兩年。
2017年8月世大運期間，蔡譯心穿著比基尼坐在彩繪成游泳池的捷運車廂內拍照，秀出姣好身材，讓不少網友暴動。
2017年12月，日本媒體《SORA NEWS 24》報導形容蔡譯心的110公分長腿會讓男人們「雙腿發軟」。
2018年2月，在個人臉書發佈了自己張貼新年春聯的影片，總共吸引了23萬次的觀看數。
2018年11月，蔡譯心與攝影師星光奈奈及妝髮造型師李岳潔合作，推出首本個人寫真書《打開你的心》，該書的推薦序由吳達偉負責撰寫。

## 節目通告
- 綜藝大集合[20][21][22]

## 著作
- 視覺隱喻圖像對網路行銷廣告效果的影響（2015年）[23]
- 《打開你的心》蔡譯心寫真書（2018年）[16]

## 獎項
- 2012年塑膠IN·Value UP設計大賽首獎[24][25]

## 外部連結
- 蔡譯心的Facebook專頁
- 蔡譯心的Instagram帳戶